# Paromoeocerus vestitus
Paromoeocerus vestitus là một loài bọ cánh cứng trong họ Cerambycidae.